# Yunhe (Cangzhou)
Der Stadtbezirk Yunhe (运河区,  Yùnhé Qū) ist ein Stadtbezirk der chinesischen Provinz Hebei. Er gehört zum Verwaltungsgebiet der bezirksfreien Stadt Cangzhou. Yunhe hat eine Fläche von 119,1 km² und zählt 308.454 Einwohner (Stand: Zensus 2010).

## Administrative Gliederung
Auf Gemeindeebene setzt sich der Stadtbezirk aus sechs Straßenvierteln, einer Großgemeinde und einer Gemeinde zusammen. 